# Рустави 2
«Рустави 2» (груз. რუსთავი 2, сокр. რ2, R2) — грузинская частная телекомпания. Основана в г. Рустави, сейчас вещает из Тбилиси, охватывает 85 % населения Грузии. 
За пределами Грузии транслируется в Европе и на Ближнем Востоке.

## История телеканала

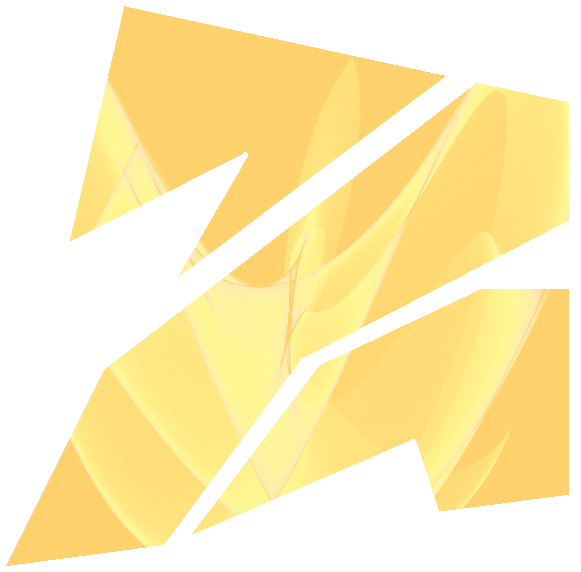
Старый логотип Рустави 2 (в 2003—2009 годах)

### 1994—2000
- 1 июня 1994 года — одна из лидеров «Правой оппозиции» Пикрия Чихрадзе вместе с университетскими друзьями, владевшими двенадцатым телевизионным каналом, создают телекомпанию «Рустави»[1].
- 1995 год — закрытие из-за отсутствии лицензии на вещание[2].
- 1996 год — возобновление работы телекомпании[2][3], начало вещания на Тбилиси. Однако «Рустави 2» лишился лицензии и снова прекратил работу: регулирующие органы утверждали, что компания была зарегистрирована как информационное и рекламное агентство. После долгих судебных разбирательств действие лицензии было возобновлено.
- 1998 год — телеканал выходит на первое место в Грузии по популярности.
- 18 декабря 2000 года — в Панкисском ущелье чеченские боевики похитили съемочную группу «Рустави 2». Захватчики предъявили журналистам обвинение в сотрудничестве с российскими спецслужбами. Через сутки группа была освобождена[4].

### 2001
- 24 января 2001 года — в результате драки между членами Союза писателей Грузии и журналистами получили ранения корреспонденты телекомпаний «Рустави 2», «9 канал» и «Иберия»[5].
- 6 марта 2001 года — Министерство государственной безопасности Грузии опровергло обвинение в пособничестве чеченским боевикам, прозвучавшее 4 марта в эфире телекомпании, и обвинило «Рустави 2» в искажении фактов и кампании по дискредитации спецслужб Грузии[6].
- 26 июля 2001 года предположительно в 5 часов утра в своей квартире был убит популярный телеведущий и тележурналист Георгий Саная. Убийство вызвало огромный политический резонанс. По мнению ФБР, убийство прошло «на высоком профессиональном уровне». Заказчик убийства не найден до сих пор.

Существует версия, что данное событие было частью исполнения в Грузии так называемого «украинского сценария»: к тому времени началась открытая конфронтация между президентом Шеварнадзе и парламентской оппозицией.
- 30 октября 2001 года — обыски и попытки выемки документации в здании телекомпании. Осуществлявшие данные действия сотрудники МГБ Грузии заявили, что действуют по решению суда, поскольку телекомпания, согласно их заявлению, уклонялась от уплаты налогов[8]. «Рустави 2» вёл прямую трансляцию с места событий, а возле здания телекомпании прошёл митинг в защиту журналистов.
- 31 октября — 1 ноября 2001 года — митинг на площади у здания парламента в защиту «Рустави 2». Протестовавшие потребовали отставки президента Грузии Шеварнадзе[9].
- 18 ноября 2001 года — ДТП с участием автомобиля телекомпании. Водитель микроавтобуса, развозившего сотрудников по домам, не справился с управлением и врезался в бордюр. Машина перевернулась и 60 метров проехала на боку. В результате аварии погибли два технических сотрудника «Рустави 2» и шесть получили ранения. В память о погибших телекомпания временно прервала свои передачи[10].
- 5 декабря 2001 года — задержан подозреваемый в убийстве Саная. Им оказался полицейский Григол Хурцилава[11].

### 2002—2003
- 6 января 2002 года — в Гальском районе Абхазии задержаны съемочные группы «Рустави 2» и Первого канала грузинского телевидения. Они были задержаны, когда снимали блокпосты абхазской милиции. Позднее журналисты были освобождены[12].
- 19 февраля 2002 года ночью подвергся обстрелу кабинет ведущего программы журналистских расследований «60 минут» Акакия Гогичаишвили. Никто не пострадал. Кто и из какого оружия стрелял, неизвестно[13].
- 13 августа 2003 года — городской суд Тбилиси вынес решение, согласно которому телекомпания должна была выплатить 1 млн лари руководителю Государственного департамента железных дорог Акакию Чхеидзе. Последний подал на «Рустави 2» в суд из-за того, что в октябре 2002 года в одном из выпусков программы «60 минут» прозвучало обвинение в коррупции и финансовых махинациях. Грузинские правозащитники выразили возмущение решением суда[14].
- 9 июля 2003 года — Хурцилава признан виновным в убийстве Саная и приговорен к 13 годам лишения свободы в колонии строгого режима[15].
- 11 октября 2003 года — в Поти полицейские отняли у оператора «Рустави 2» камеру и плёнку с записью избиения представителей молодёжного движения «Кмара»[16].
- 12 октября 2003 года — в Зугдиди во время акции движения «Кмара» неизвестными был избит оператор «Рустави 2». Журналисты утверждают, что это были представители блока «За новую Грузию»[16].
- 25 октября 2003 года — генеральный директор телекомпании Эроси Кицмаришвили обвинил министра и лидера блока «За новую Грузию» Автандила Джорбенадзе в давлении на телекомпанию.

23 октября Джорбенадзе пришёл к нам и попросил освещать ситуацию в стране накануне выборов в пользу властей. Он также потребовал от нас, воздержаться от проведения т. н. Exit Polls в день парламентских выборов, чем «Рустави 2» занимается на каждых выборах. Мы, естественно, отказались…— Независимая телекомпания обвиняет власти в попытках давления на компанию. Civil.ge (25 октября 2003). Дата обращения: 17 июля 2009.
- Ноябрь 2003 года — «Рустави 2» круглосуточно транслирует митинги и шествия оппозиции. После каждого выпуска новостей следовал призыв присоединяться к протестующим. На площади перед парламентом был установлен телевизионный экран, транслировавший эфир «Рустави 2».
- 10 ноября 2003 года — лидеры Лейбористской партии, Союза демократического возрождения и партии «Промышленность спасёт Грузию» призвали население к бойкоту телекомпании[17].

Телекомпания «Рустави 2» ставит своей целью ухудшение ситуации в стране. С сегодняшнего дня мы начинаем среди населения широкомасштабную агитацию против компании и призываем население объявить бойкот телевидению...Председатель тбилисской региональной организации Союза демократического возрождения Цотне Бакурия
- 13 ноября 2003 года — Центральная избирательная комиссия Грузии аннулировала аккредитацию «Рустави 2». Члены ЦИК, поддержавшие решение, обвинили телекомпанию в давлении на комиссию из-за того, что в эфире «Рустави 2» был показан ролик движения «Кмара», который призвал ЦИК не фальсифицировать результаты выборов[18].
- 29 декабря 2003 года — неизвестными из гранатомета обстреляна главная студия телекомпании. Жертв и пострадавших не было[19].

### 2004
- 8 января 2004 года — аджарская полиция попытались не пропустить съёмочную группу «Рустави 2» в Аджарию, объясняя это введением чрезвычайного положения на территории автономии. В МВД говорят, что данное положение распространяется на журналистов всех телекомпаний, а «Рустави 2» утверждает, что не пустить пытались только их группу[20].
- 11 января 2004 года — в селе Гонио Хелвачаурского района Аджарии проходил митинг «Единого национального движения» перед выборами президента Грузии. Активисты попытались водрузить флаг над зданием местной администрации. Корреспондент «Рустави 2» заснял эту попытку, но полиция изъяла у него плёнку[21].
- 23 января 2004 года — телекомпания получила лицензию на вещание по девятому метровому каналу, покрывающему своим сигналом практически всю территорию страны[22].
- 5 марта 2004 года — в Хелвачаурском районе Аджарии избит корреспондент программы «60 минут» Вахтанг Комахидзе. Очевидцы утверждают, что это были представители отряда республиканского спецназа. По словам редактора газеты «Батумлеби» Мзии Амаглобели, ехавшей вместе с Комахидзе, напавшие также унесли камеру и фотоаппарат[23].
- 14 апреля 2004 года — сразу два случая избиения журналистов «Рустави 2» в Аджарии, первый — в Кобулети, второй — на реке Чолоки. В обоих случаях пострадали операторы, и также в обоих случаях были отобраны камеры[24].
- 8 июня 2004 года — Кицмаришвили обратился в Ваке-Сабурталинский районный суд Тбилиси с просьбой признать телекомпанию банкротом. 11 июня суд подтвердил неплатежеспособность компании[25][26]. Гендиректор «Рустави 2» признал, что на фоне возросшей конкуренции телекомпания не справляется с финансовыми обязательствами, однако заявил, что не будут отменены ни выпуски новостей, ни трансляции матчей чемпионата Европы по футболу[27]. Телекомпания оказалась должна 9 223 385 лари 35 тетри, в том числе государственному бюджету — 4 622 826 лари 51 тетри. Сумма стоимости имущества и имевшихся у компании на тот момент средств составила 3 880 069 лари 34 тетри.
- 17 июня 2004 года — Саакашвили пообещал поддержать телекомпанию.

Мы всячески постараемся защитить любую телекомпанию от банкротства, несмотря на то, сколько составляет её задолженность.— Саакашвили поддерживает обанкротившуюся телекомпанию «Рустави 2». Civil.ge (18 июня 2004). Дата обращения: 17 августа 2009.
- 28 июня 2004 года — 90 % акций «Рустави 2» проданы предпринимателю из Батуми Кибару Халваши, владельцу грузинской сети сбыта компании «Procter & Gamble» и другу министра обороны Грузии Ираклия Окруашвили[1].

Тогда же Ваке-Сабурталинский районный суд Тбилиси принял решение о приостановке дела о банкротстве телекомпании. Налоговый департамент Министерства финансов Грузии согласился на реструктуризацию долгов «Рустави 2».
- 4 сентября 2004 года — в Беслане по подозрению в отсутствии визы и аккредитации задержана съемочная группа «Рустави 2» — корреспондент Нана Лежава и оператор Леван Тетвадзе[29][30]. 8 сентября они были отпущены[31].
- 16 сентября 2004 года — ОБСЕ опубликовала доклад об освещении событий в Беслане[32], в котором привела слова руководителя информационной службы «Рустави 2» Эки Хоперия:

Задержание журналистки может быть связано с тем, что им (российским спецслужбам) не понравилось, что она брала интервью у людей, которые говорили не очень лестные вещи о руководстве, правительстве и о том, как это было сделано.
- 13 октября 2004 года — Николоз Табатадзе назначен генеральным директором телекомпании[33].
- 6 ноября 2004 года — у села Кехви на «растяжке» подорвались корреспондент «Рустави 2» Тенгиз Гоготишвили и оператор Леван Дгебуадзе. Оба были ранены, но серьёзно не пострадали[34].

### 2005—2006
- 18 августа 2005 года — в офис телекомпании ворвался вооруженный пистолетом душевнобольной и захватил в заложники одного из сотрудников «Рустави 2»[35]. Он просил позвать к нему руководство телекомпании, однако чего тот хотел от руководства, не известно. По мнению руководителя информационной службы телекомпании Тамары Рухадзе, у преступника вообще не были сформулированы какие-либо чёткие требования[36]. Полиции удалось ликвидировать преступника и освободить журналиста.
- 16-18 ноября 2005 года — на улицах Тбилиси появляются плакаты с именами людей, которых якобы кто-то убил, их возрастом и высказываниями: «Доброго пути», «Впереди кладбище», «Кто могильщик?». Как выяснили грузинские СМИ, инициатором кампании стали «Рустави 2» и компания социологических исследований IPM. Через четыре дня после начала кампании все плакаты должны были быть заменены на плакат с надписью: «Убийца — это наркотики»[37].
- 4 января 2006 года — Халваши продал 22 % акций телекомпании депутату грузинского парламента Давиду Бежуашвили.
- 17 мая 2006 года — телекомпания выступила с предложением снизить цены на рекламу грузинского вина в странах СНгода Инициативу поддержали рекламные агентства Грузии, Украины, Азербайджана, Казахстана и стран Балтии[38].
- 6 июля 2006 года — Хоперия ушла из телекомпании.

В тот день в выпуске ток-шоу «Свободная тема» обсуждалось убийство Сандро Гиргвлиани. В программе должен был выступить бывший руководитель департамента конституционной безопасности МВД Грузии Давид Ахалаия, которого семья погибшего и оппозиция обвиняли в причастности к убийству.
Но, было такое условие, что Ахалаия должен был выступить в передаче последним, и после него не должно быть гостей. Для меня это неприемлемо. Кроме того, я считаю, что когда в стране происходит такое убийство, как минимум, министр внутренних дел должен уйти в отставку. Это моя последняя передача и я ухожу с моего канала,
— заявила Хоперия и объявила рекламную паузу. Прерванная программа не была продолжена, и после рекламного блока началась другая.
Оппозиция расценила данный шаг как равносильный «гражданскому героизму» против давления властей.
- 7 июля 2006 года — Табатадзе заявил, что уход Хоперия из телекомпании стал «полнейшей неожиданностью» и что давления на неё со стороны руководства «Рустави 2» не было[41].

В процессе подбора гостей в передачу или её планировании я никакого участия не принимал. В ходе нескольких бесед в течение дня (6 июля) с Экой Хоперия она не упоминала о каком-нибудь давлении со стороны кого-либо...
По словам Табатадзе, когда после окончания передачи он беседовал с Хоперия, у него создалось впечатление, что она продолжит сотрудничество с телекомпанией.
В тот же день несколько оппозиционных партий — «Новые правые», «Свобода», «Промышленность спасёт Грузию», Консервативная, Лейбористская и Республиканская — отказались от сотрудничества с «Рустави 2».
С сегодняшнего дня мы прекращаем всяческое сотрудничество с этой телекомпанией, мы не придем в студию, не будем давать интервью «Рустави 2» и тем самым попытаемся воспрепятствовать насилию властей в СМИ.Лидер «Новых правых» Давид Гамкрелидзе
Они («Рустави 2») являются жертвами насилия, так же как и очень многие представители общества, или существует вторая версия, что «Рустави 2» является одним из подразделений МВД, так как Ника Табатадзе сегодня исключил первый случай. Поэтому мы не собираемся сотрудничать с подразделением МВД («Рустави 2»).Сопредседатель Республиканской партии Тины Хидашели
- 26 августа 2006 года — Табатадзе уволен с поста генерального директора телекомпании. После этого на «Рустави 2» началась забастовка. Протестовавшие были недовольны увольнением Табатадзе и уходом Хоперии из телекомпании. Впервые за все время существования телекомпании дважды не вышла в эфир информационная программа «Курьер»[43]. Но в 18-часовом выпуске программы прозвучала информация, что Халваши примет решение относительно генерального директора в течение двух дней.

Газета «Резонанси» высказала предположение, что Табатадзе был уволен из-за возникших противоречий с властями, «что является заслугой руководителя Администрации президента Георгия Арвеладзе». Каких-либо конкретных примеров газета не привела.
- 8 сентября 2006 года — телекомпанию покинули корреспонденты Нана Лежава, Тенгиз Гоготишвили и Тамара Гвинианидзе, руководитель информационной службы Тамара Рухадзе, продюсер программы «Курьер» Дуду Курдгелия и ведущая Натия Лазашвили[44].

За последние две недели мы не смогли услышать ни одного аргумента для оправдания факта освобождения с должности Ники Табатадзе.Дуду Курдгелия
Это решение является выражением верности нашим принципам... Это выбор свободных людей.Натия Лазашвили
Я проработала тут на протяжении 12 лет и никогда не думала об уходе со службы, так как тут у меня всегда были условия, чтобы быть непредвзятым во время распространения информации. Но, к сожалению, у некоторых моих коллег и у меня оставалось лишь два варианта. Мы должны были сделать выбор между профессиональными принципами и рабочим местом. Я не желаю такого рабочего места.Нана Лежава
Это мой протест против, как мне кажется, очень странного и неоправданного решения (освобождения с должности Табатадзе).Тамара Гвиниадзе
- 28 августа 2006 года — сотрудникам телекомпании был представлен новый генеральный директор, бывший директор рекламного агентства «Сарке» Коба Даварашвили[43].
- 17 ноября 2006 года — Халваши продал свой пакет акций компании GeoTrans, Бежуашвили — «Грузинской индустриальной группе».
- Конец 2006 года — «Рустави 2», вместе с телеканалом «Мзе» и радиостанцией «Stereo 1», вошли в новый медиахолдинг, долями в котором обладали «Грузинская индустриальная группа» и «Geomedia Group».

### 2007
- 19 марта 2007 года — во время беспорядков в здании Тбилисского апелляционного суда совершено нападение на журналиста телекомпании. Беспорядки произошли в связи с приговором 14-летнему Георгию Зерекидзе, осужденному на 7 лет колонии за покушение на умышленное убийство. После окончания вынесения приговора отец мальчика оскорбил прокурора и началась потасовка. Оператор «Рустави 2» хотел заснять произошедшие события, но ему не дали это сделать — его силой вывели из здания суда и разбили камеру.
- 20 мая 2007 — по подозрению в убийстве учёного-националиста Гурама Шарадзе арестован оператор телекомпании Георгий Баратели[45].
- 27 августа 2007 — около села Цинагари задержаны съемочные группы «Мзе» и «Рустави 2» — всего шесть человек (по три в каждой группе — водитель, оператор, корреспондент). Они планировали подготовить репортажи о задержании трех грузинских граждан по подозрению в шпионаже[46]. Через несколько часов они были отпущены[47]. В Цхинвали заявили, что журналисты были задержаны в связи с тем, что они работали без аккредитации.
- 11 сентября 2007 года — Союз грузин России распространил заявление, с которым Президент Союза Михаил Хубутия выступил с критикой репортажа «Рустави 2» о прошедшем накануне товарищеском матче ветеранов футбола между командами России и Грузии.

Популярный и уважаемый телеканал «Рустави 2»… несколько странно представляет себе деятельность Союза грузин в России, пользуется непроверенной информацией, а зачастую допускает и оскорбительные выпады в адрес соотечественников. Так, заслуженных грузинских ветеранов, которых вся российская пресса называет легендами грузинского футбола, участвовавших в матче и, прославивших в своё время Грузию на весь мир, канал назвал «одураченными футболистами» только за то, что они согласились приехать в Москву. Более того, серьёзный канал взял на себя незавидную роль «разоблачителя» московских грузин. Позволил себе грязные инсинуации в адрес президента Союза грузин в России Михаила Хубутия, обвинив его и возглавляемую им организацию в получении финансовых вливаний от ФСБ, оскорбив тем самым грузин — членов Союза, число которых постоянно растет…— Политические страсти вокруг футбольного мяча, или как «разоблачили» Союз грузин в России. Грузия Online (11 сентября 2007). Дата обращения: 14 августа 2009.
14 октября 2007 — один из участников шоу «Geobar-4» в первый день трансляции проекта признался в нетрадиционной сексуальной ориентации. Как сообщает газета «Алия», это привело к тому, что Католикос-патриарх Всея Грузии Илия Второй позвонил Саакашвили и настоятельно попросил его «прекратить безобразие». Тот, в свою очередь, позвонил Даварашвили.

 — Вы что это делаете? — крик Саакашвили слышали несколько человек, находившихся в кабинете Даварашвили. — Кто этот педераст? В Грузию приехал Вселенский патриарх, а вы мне тут гей-парады устраиваете?— Александр Иашвили. Главу «Рустави-2» уволили за эротику. И не только. Известия (23 октября 2007). Дата обращения: 7 июля 2009. Архивировано 17 марта 2012 года.
Другой участник, 20-летний Пако Табатадзе, был выгнан с проекта. Гомосексуализм в Грузии не запрещён, но в обществе считается аморальным.
- 21 октября 2007 — Даварашвили уволен с поста генерального директора телекомпании, а на его место назначен руководитель рекламного агентства «Медиа-хаус» Ираклий Чиковани. Ничего относительно причин увольнения Даварашвили не сообщалось, мнения на этот счёт разнятся: в качестве причин увольнения называют произошедший ранее инцидент с шоу «Geobar-4»[49], резкое падение рейтингов телекомпании[49] и недовольство журналистов «Рустави 2» стилем работы Даварашвили[50].
- 7 ноября 2007 — по словам представителя «News Corporation» на Кавказе Луис Робертсон в интервью газете «The Georgian Times», после нападения грузинского спецназа на телекомпанию «Имеди» журналисты «Рустави 2» пришли поддержать своих коллег[51].
- 8 ноября 2007 — в связи с введением чрезвычайного положения на территории страны и введенными ограничениями на сбор и распространение информации информационная служба телекомпании прекратила свою работу.
- 14 ноября 2007 — опубликован доклад народного защитника Грузии Созара Субари о проблемах грузинских СМИ. В нём, в частности, приводится разговор омбудсмена с Халваши, где последний заявил, что уволил Табатадзе и Рухадзе по требованию Арвеладзе[52].
- 16 ноября 2007 — в связи со снятием режима чрезвычайного положения информационная служба возобновила свою работу[53].

В тот же день на брифинге возле здания парламента один из лидеров Объединённой оппозиции, лидер «Партии народа» Коба Давиташвили призвал телекомпании «Мзе» и «Рустави 2» «сделать выбор в пользу народа, совести, коллегиальности и профессионализма» и призвал журналистов «работать объективно и непредвзято».
- 21 ноября 2007 — лидер Объединённой оппозиции Леван Гачечиладзе заставил присутствовавших на его пресс-конференции корреспондентов «Мзе» и «Рустави 2» покинуть зал[55].

Желаю, чтобы вы ушли отсюда, потому что субъективны.
- 22 ноября 2007 года — активисты молодёжного крыла Объединённой оппозиции провели перед зданиями телекомпаний «Мзе», «Рустави 2» и Общественного вещания Грузии митинг, на котором призвали журналистские коллективы к солидарности с коллегами из телекомпании «Имеди»[56].
- 3 декабря 2007 года — Бадри Патаркацишвили, баллотировавшийся тогда на пост президента Грузии, опроверг сообщение «Рустави 2» о том, что ему отказали во въезде в Бельгию[57].

Я не обращался к правительству Бельгии с просьбой посетить эту страну, и по этой причине не получал отказа на въезд в Бельгию… Впредь, с целью исключения распространения ложной информации со стороны телекомпании «Рустави 2» и других подконтрольных правительству Грузии СМИ я как кандидат в президенты Грузии буду информировать грузинскую общественность о всех акциях, включая встречи с ведущими западными политиками и общественными деятелями в рамках предвыборной (президентской) кампании.— Заявление Патаркацишвили, переданное в редакцию агентства «Интерфакс»

### 2008
- 15 февраля 2008 года — «Рустави 2» прекратила профессиональные отношения с Гачечиладзе. Данный шаг был сделан после того, как 14 февраля лидер Объединённой оппозиции в прямом эфире ток-шоу «PRIMETIME» назвал журналистов телекомпании «швалью» и «членами штаба лжи Саакашвили и Бурджанадзе», а также обвинил «Рустави 2» в смерти Бадри Патаркацишвили[58].

Справедливая критика для нас всегда приемлема, но мы считаем, что это уже - личное оскорбление, и от имени команды «Курьера» публично объявляем, что пока Леван Гачечиладзе публично не извинится, мы профессиональное сотрудничество лично с ним прекращаем.
- 24 марта 2008 года — Объединённая оппозиция объявила бойкот телекомпаниями «Мзе» и «Рустави 2». Он заключается в том, что лидеры оппозиции больше не будут давать интервью и комментарии журналистам данных телекомпаний[59][60].

Но мы не откажемся давать интервью, если они будут передаваться в прямом эфире. К сожалению, записываемые заранее интервью и комментарии оппозиционных политиков передаются с такими исправлениями, что наше мнение искажается.Лидер Консервативной партии Грузии Каха Кукава
- 25 марта 2008 года — корреспондент «Рустави 2» Тамара Багашвили была вынуждена прервать репортаж с проспекта Руставели. Это произошло после того, как неизвестный мужчина во время прямого включения приблизился к ней и начал кричать: «Убирайся отсюда!». Багашвили прервала рассказ на полуслове и сказала: «Видите, в каких условиях мне приходится работать». Мужчина в ответ попытался толкнуть журналистку, но окружавшие её митингующие не дали ему этого сделать[60].

Абсолютно недопустимо нападение на журналиста и давление. Это вызвано тем, что некоторые сюжеты, которые передаются, народом воспринимается агрессивно. Но, мы должны соблюдать спокойствие. Нельзя так поступать с журналистами. Если у нас есть претензии к кому-либо, то это их владельцы (телекомпаний «Рустави 2» и «Мзе»).Лидер партии «Мы сами» Пата Давитаия
Вечером того же дня телекомпания распространила следующее заявление:
Уже второй день грузинские телекомпании «Рустави 2» и «Мзе» работают в условиях бойкота со стороны оппозиции. Параллельно в наш адрес звучат оскорбления. Мы обращаемся ко всему политическому спектру не нарушать нормы международных конвенций и прав человека и не наносить физических и словесных оскорблений журналистам... Для нас неприемлемы ультиматумы и та форма поведения, которую политики используют сейчас против грузинских СМИ... Мы обращаемся к политикам с просьбой прекратить оскорбления телекомпаний, так как считаем, что их рейтинг определяют не отдельные политические группы, а зрительская аудитория.
- 26 марта 2008 года — Субари осудил действия сторонников оппозиции по отношению к журналистам[61].
- 17 апреля 2008 года — Объединённая оппозиция прекратила бойкот телекомпаний «Мзе» и «Рустави 2»[62].

Хочу заявить всем журналистам, к сведению всех медиасредств, что наши двери открыты для вас, открыты для всех телекомпаний, всех журналистов, несмотря на их агрессивность или лояльное отношение.Давид Гамкрелидзе
- 28 апреля 2008 года — «Рустави 2» прекратила бойкот Объединённой оппозиции[63].
- 18 мая 2008 года — российские миротворцы, находившиеся в Зугдидском районе, воспрепятствовали съемке перемещения войск, из-за чего завязалась перепалка и была разбита камера. Дальнейшее развитие событий было пресечено прибывшими на место событий наблюдателями ООН[64].
- 21 мая 2008 года — на избирательном участке в селе Рухи совершено нападение на журналистов телекомпании. Данный инцидент произошёл после того, как стало известно о похищении на этом участке представителя Христиано-демократического движения Грузии. На участок приехал Коба Давиташвили и свидетель похищения. Нападавшие избили обоих, а также отобрали у журналистов «Рустави 2» и «Мзе» камеры и разбили их.

В тот же день руководитель избирательного штаба Объединённой оппозиции Давид Гамкрелидзе обвинил «Рустави 2» в нарушении Избирательного кодекса. Он потребовал от телекомпании «прекратить тиражирование опубликованной в „Вашингтон пост“ статьи, в соответствии с которой лидирует Национальное движение», в ином случае он пообещал подать на журналистов в суд.
- 29 июля 2008 года — руководителю московского корпункта «Рустави 2» Русудан Никурадзе на мобильный телефон позвонил Алексей Ващенко, специалист по военным вопросам и вопросам по Кавказу. Он стал вымогать у неё деньги в размере 5 тысяч долларов США. Когда она ему отказала, он стал угрожать, в частности, пообещал лишить её аккредитации. Ващенко ранее заявлял, что он работал на абхазские спецслужбы и что Никурадзе якобы являлась его «секретным агентом». Позднее министр иностранных дел Абхазии Сергей Шамба заявил, что Ващенко никоим образом со спецслужбами не связан. Дальнейшее развитие событий неизвестно.
- 27 августа 2008 года — Субари обвинил телекомпанию в разжигании межнациональной розни по отношению к русским. Заявление было сделано после того, как «Рустави 2» показал музыкальный клип на песню Зураба Доиджашвили[66].

Клип представляет собой возмутительный пример вражды по национальной почве, ксенофобии и оскорбления, соответственно, тиражирование такой медиапродукции можно считать как неприкрытую попытку разжигания национальной вражды.Созар Субари
Народный защитник призвал телекомпанию прекратить трансляцию клипа.
- Осень 2008 года — Чиковани приобрел 30 % акций телекомпании.
- 6 сентября 2008 года — около монастыря Шавнабада во время съёмок военных учений от случайной пули погиб оператор «Рустави 2» Георгий Рамишвили[67].
- 7 сентября 2008 года — российские военные задержали съемочную группу «Рустави 2» — корреспондента Эмму Гогохию и оператора Гигу Каласонию[68].

Мы ехали в сторону Сенаки через село Цаиши Зугдидского района. Мы заметили, что на футбольном стадионе стоят несколько БТР-ов. Мы, конечно, должны были всё это зафиксировать, потому что их там не было до этого. Мы начали фиксировать, оператор всё это снимал. Где-то минуты через две они нас заметили, подошли к нам и без всякого предупреждения начали целиться из автоматов, говорили, что мы не имели права снимать. Пока шла эта разборка, я постаралась взять камеру у оператора, потому что они хотели её отнять. Они нам сделали блокаду, такую, что даже проезжающие машины боялись остановиться, потому что они и в них целились. Нас хотели забрать на базу. И тут приехали представители ООН, было это минут через тридцать. Когда ООН-овцы появились на горизонте, они снялись со своих мест и сбежали.— Комментарий Гогохия радиостанции «Эхо Москвы»
- 5 октября 2008 года — в Зугдидском районе избит оператор «Рустави 2» Давид Конджария. Заметив, что оператор снимает демонтаж российского блокпоста, один из солдат ударил его прикладом. Журналист был госпитализирован[69].
- 10 октября 2008 года — в здании Государственной думы у корреспондента «Рустави 2» Тамары Нуцубидзе украли сумку с документами, деньгами и рабочими материалами. Днём позже сумка нашлась, но там она обнаружила только документы[70].
- 21 октября 2008 года — во время нападения на офис движения «За единую Грузию» у журналистов «Рустави 2» и «Имеди» отобрали микрофоны, камеры и кассеты с отснятым материалом.
- 28 октября 2008 года — журналистов «Рустави 2» и «Имеди» попытались не пропустить на премьеру документального фильма «Война 08.08.08. Искусство предательства» в московском кинотеатре «Художественный». По словам Тамары Нуцубидзе, это было связано с тем, что на премьере должны были находиться представители южноосетинской диаспоры. Позднее журналистов всё-таки пропустили[71].
- 26 ноября 2008 года — Кицмаришвили заявил, что подаст в суд на грузинские власти за «незаконную экспроприацию» его пакета акций телекомпании[72].
- 1 декабря 2008 года — Халваши потребовал от прокуратуры Грузии начать проверку факта «незаконного захвата» телекомпаний «Рустави 2» и «Мзе».
- 2 декабря 2008 года — в интервью интернет-изданию «Кавказский узел» Кицмаришвили заявил, что все первые акционеры телекомпании были вынуждены отдать свои пакеты акций.

Меня вынудили отдать свою долю в телекомпании. На самом деле это случилось не только со мной, а со всеми владельцами этого канала. У меня не было отношений с этими людьми и их позиция мне неизвестна, поэтому я говорю только о своей доле. Это произошло в июне 2004 года, но вся история началась гораздо раньше, сразу же после революции. Тогда все владельцы канала очень сильно хотели акционировать нашу телекомпанию и отдать её журналистам, коллективу и общественности. Это было нашей целью, но, к сожалению, этого не получилось.— Светлана Мкртычян. Кицмаришвили: «Меня вынудили отдать свою долю в „Рустави-2“». Кавказский узел (2 декабря 2008). Дата обращения: 9 июля 2009. Архивировано 17 марта 2012 года.

### 2009
- 18 марта 2009 года — журналист Вако Авалиани покидает телекомпанию в знак протеста против политики властей.
- 3 апреля — Каха Кукава заявил, что Михаил Саакашвили готовит в своей тбилисской резиденции резервную студию для «Рустави 2»:

У оппозиции имеется информация о том, что в случае прекращения трансляции «Рустави 2», Саакашвили осуществит трансляцию телеканала из своей резиденции…— Грузинская оппозиция планирует 9 апреля блокировать резиденцию Саакашвили. GeorgiaTimes (4 апреля 2007). Дата обращения: 8 июля 2009. Архивировано 17 марта 2012 года.
- 4 апреля — Кицмаришвили подал иск в суд на Халваши, в котором попросил вернуть 30 % акций телекомпании, переданные последнему в июне 2004 года
- 12 апреля — шествие возле здания телекомпании. В акции приняли участие 2 тысячи человек.
- 18 апреля — Чиковани ушёл в отставку с поста генерального директора, чтобы участвовать в конкурсе на должность председателя Национальной коммуникационной комиссии Грузии. Его заменил партнер Чиковани по рекламному бизнесу Георгий Гегешидзе[73].
- 26 апреля 2009 года утром частично обрушилось здание, в котором находилась одна из студий телекомпании — в ней снималась программа «Академия звёзд». Два человека погибли, шесть получили ранения[74]. По мнению одного из участников шоу, обрушение произошло из-за ремонтных работ, проводившихся в здании. Он отметил, что работы проводились в связи с планировавшимся переездом сюда офиса телекомпании[75].
- 27 апреля 2009 года ночью возле здания парламента произошла драка. Трое молодых людей в состоянии алкогольного опьянения потребовали от оператора «Рустави 2» Левана Каландия, чтобы их начали снимать. После того, как он попросил их не мешать съемочной группе, его начали оскорблять, а затем один из них ударил оператора по лицу, а другой — в область грудной клетки. Созар Субари расценил это событие как попытку давления на журналистов и потребовал расследования данного факта[76].
- 30 апреля 2009 года — Сопредседатель «Альянса за Грузию» Тина Хидашели опровергла сообщение «Рустави 2» о том, что лидер альянса Ираклий Аласания готов пойти на диалог с властями.

Эта информация не соответствует действительности. Члены нашего альянса, а также участники акции 9 апреля все вместе заявили, что готовы встретиться с Саакашвили при двух условиях. Это публичность такой встречи и второе – в повестке дня будет стоять только вопрос отставки Михаила Саакашвили.
- 4 мая 2009 года — доли Чиковани и «GeoMedia Group» переданы компании «Degson Limited».
- 7 мая 2009 года — одна из лидеров оппозиции, лидер партии «Путь Грузии» Саломе Зурабишвили, опровергла информацию «Рустави 2» о том, что она согласилась на диалог с властями.
- 15 мая 2009 года — «Рустави 2» отказалась показывать в выпусках новостей так называемые «коридоры позора» у здания Общественного вещания Грузии.

Считаем неприемлемым любое давление, осуществляемое на журналистов, от кого бы оно не исходило. Кроме выражения солидарности нашим коллегам, считаем, что этим мы сможем избежать тех провокаций, которые могут произойти перед телевидением… Просим все политические силы уважать журналистов и не мешать им в осуществлении профессиональной деятельности.— Заявление журналистов телекомпаний «Рустави 2» и «Имеди»
Оппозиция считает, что данный шаг стал результатом давления властей.
- 18 мая 2009 года в 15:00 у здания «Рустави 2» прошёл митинг оппозиции. Протестующие выразили своё несогласие с информационной политикой телекомпании. Акция закончилась без каких-либо происшествий.
- 22 мая 2009 года — Национальная комиссия Грузии по коммуникациям рассмотрела письмо телекомпании, в котором сообщалось, что телеканал «Маэстро» показал в эфире семь фильмов, права на показ которых принадлежат «Рустави 2». Владелец «Маэстро» Мамука Глонти признал справедливость претензий, но заявил, что это не имеет отношения к рассматриваемому комиссией вопросу о выдаче телеканалу лицензии на спутниковое вещание[78].
- 28 мая 2009 года — перепалка между оператором «Рустави 2» и сторонниками оппозиции. По словам первого, в тот момент, когда он снимал некий инцидент, к нему подбежали участники акции оппозиции и начали его оскорблять из-за того, что он не снимал пострадавших. Обошлось без драки[79].
- 30 мая 2009 года — Общество Ираклия Второго призвало телекомпанию не дискредитировать грузинскую диаспору за рубежом.

Общество Ираклия Второго просит телекомпанию «Рустави 2» и её журналистам не мешать представителям грузинской диаспоры, проживающим в России, и грузинскому обществу в урегулировании российско-грузинских отношений, если не будут способствовать их улучшению.— Екатерина Даньшина. Общество Ираклия Второго обвинило грузинские СМИ в клевете. GeorgiaTimes (30 мая 2009). Дата обращения: 8 июля 2009. Архивировано 17 марта 2012 года.
Данный шаг был сделан после того, как телекомпания передала заявление председателя комитета парламента Грузии по обороне и безопасности Гиви Таргамадзе, в котором он обвинил предпринимателя, уроженца Грузии, проживающего в России, Александра Эбралидзе в причастности к мятежу в Мухрованском батальоне.

### 2012
В 2012 году «Рустави 2» запускает несколько телеканалов "Камеди Архи" специализированный на развлекательный жанр и "Марао" специализированный на сериальную тематику.

### 2017
18 февраля, 2017 года прекратила вещание телекомпания «Рустави-2». Об этом 17 февраля поздно вечером, в специальном выпуске новостей «Курьер», сообщил заместитель генерального директора и ведущий выпуска Заал Удумашвили. Он огласил решение менеджмента телекомпании, который отключил вещание в знак протеста против «попыток властей лишить телекомпанию независимости и прибрать ее к рукам».Позже после митинга вещание канала была возобновлено.
27 июля 2017 года в здании оппозиционной и самой рейтинговой в Грузии телекомпании "Рустави 2" возник пожар, предположительно, повреждена большая часть аппаратуры, сообщают журналисты телеканала.Телекомпании также пришлось на время прервать вещание, однако эфир через несколько минут был возобновлен. На месте находятся бригады спасательных групп, патрульной полиции и пожарные. Причины возникновения пожара и предположительный ущерб пока не известны.

### 2019
7 июля 2019 года телеведущий канала «Рустави 2» Георгий Габуния в своей авторской передаче «Постскриптум», выходящей в прямом эфире, обматерил президента России Владимира Путина и его умерших родителей. В ответ премьер-министр Грузии Мамука Бахтадзе осудил нецензурную брань, назвав действия Габунии категорически неприемлемыми. Из-за этого инцидента вещание канала было временно прекращено — с 02:30 до 07:30 по местному времени 8 июля 2019 года.
На следующий день, 8 июля, генеральный директор телеканала «Рустави 2» Ника Гварамия сделал заявление, осудив форму, в которой Габуния выразил отношение к Путину, но поддержав соответствующую политическую позицию от собственного лица. Также он указал, что позиция телеканала заключается в неприемлемости подобных выпадов. 18 июля Гварамия уволен с должности гендиректора, а новым руководителем канала назначен Паата Салия.
18 июля 2019 года сменился собственник канала — новым владельцем «Рустави 2» стал бизнесмен Кибар Халваши. В августе он выставил телеканал на продажу; причиной такого решения стала огромная задолженность, появившаяся из-за действий бывшего гендиректора телеканала Ники Гварамии.
20 августа 2019 года новый гендиректор канала Паата Салия уволил с «Рустави 2» оскорбившего в прямом эфире Президента России Владимира Путина журналиста Георгия Габунию, чтобы канал «перестал пропагандировать антироссийскую тематику» и то, что это «не соответствует редакционной политике канала». В тот же день журналисты Диана Джоджуа и Михаил Сесиашвили в эфире 9-часового «Курьера» заявили о том, что они покидают телеканал, в котором, по их словам, «началась тотальная чистка», на следующий день 21 августа основная команда Рустави 2 объявила об уходе с канала.
9 сентября 2019 года было запущено вещание нового телеканала «Мтавари архи» (груз. მთავარი არხი), основателем которого является бывший гендиректор ТВ «Рустави 2» Ника Гварамия. На новый телеканал перешли все журналисты, которые покинули «Рустави 2» после ухода Гварамии. Также на «Мтавари архи» перешёл Георгий Габуния: 16 сентября он впервые вышел в эфир нового телеканала «Мтавари архи» со своей авторской программой.
25 сентября после месячного перерыва было возобновлено вещание программы «Курьер», в начале эфира к зрителям обратился исполнительный директор канала Ираклий Имнаишвили, он заявил, что «с сегодняшнего дня ценности „Курьера“ основываются на редакционной непредвзятости», саму программу вела журналист Натиа Лазашвили, вернувшаяся на канал спустя 13 лет отсутствия.

### 2024
В конце ноября 2024 года после начала протестов в Грузии, вызванных решением правительства страны приостановить переговоры о вступлении в ЕС до 2028 года, с «Рустави 2» уволились четыре журналиста: Мариам Менабде и Вано Гавашели, а также супруги Мариам Джанелидзе и Бека Патурашвили. Своё решение уволиться с «Рустави 2» они объяснили заявлением правительства о приостановке евроинтеграции Грузии и полицейским насилием против участников акций протеста и журналистов.

## Программы[96]

### Информационные и аналитические
Корреспонденты телекомпании есть во всех крупных городах Грузии, а также в Москве и Вашингтоне.
- «Курьер» (груз. კურიერი) — главная информационная программа телекомпании. Выходит 5 раз в сутки.
- По будням в 21:00 выходит специальный выпуск «Курьера» — «Курьер в 9», где ведущие и корреспонденты рассказывают о главных событиях дня.
- «Курьер P.S.» (груз. კურიერი P.S.) — главная аналитическая программа телекомпании.
- «Бизнес на Рустави 2» (груз. ბიზნესი რუსთავი 2-ზე) — информационно-аналитическая программа об экономике.

### Ток-шоу
- «Профиль» (груз. პროფილი) — программа Майи Асатиани о знаменитостях и простых людях.
- «Шоу Нануки » (груз. ნანუკას შოუ) — ток-шоу. Ведущая — Нанука Жоржолиани.

### Развлекательные
- «Comedy Show» (груз. კომედი შოუ), «Зона смеха» (груз. სიცილის ზონა) — скетч-шоу.
- «Доброе утро, Грузия» (груз. დილა მშვიდობისა, საქართველო) — утренний информационно-развлекательный канал.
- «Тачку на прокачку» — шоу производства MTV (транслируется оригинальная версия с переводом).
- «Улыбнитесь, вас снимает скрытая камера!» (груз. ფარული კამერა) — программа розыгрышей.
- Основанные на зарубежных форматах:

| Название оригинального проекта | Грузинское название                      | Страна происхождения |
| ------------------------------ | ---------------------------------------- | -------------------- |
| Britain's Got Talent           | ნიჭიერი (Талант)                         | Великобритания       |
| The Tonight Show               | ვანოს შოუ (Шоу Вано)                     | США                  |
| Comedy Club                    | კლაბ შოუ (Club-шоу)                      | Россия               |
| Что? Где? Когда?               | რა? სად? როდის?                          | Россия               |
| Brainest Kid                   | ყველაზე ჭკვიანი (Самый умный ребёнок)    | Великобритания       |
| Who Wants to Be a Millionaire? | ვის უნდა 20 ათასი? (Кто хочет 20 тысяч?) | Великобритания       |
| You’re Kidding Me              | ეკივოკი (Эки-воки)                       | Великобритания       |
| The Weakest Link               | სუსტი რგოლი (Сусти Рголи)                | Великобритания       |
| The People Versus              | ხალხის პირისპირ (Халхис Пириспир)        | Великобритания       |

### Спортивные
У телекомпании есть право на показ матчей Лиги чемпионов.
- «Футбольная ночь» (груз. საფეხბურთო ღამე) — ток-шоу о грузинском футболе.

### Детские
- «Анабана» (груз. ანაბანა) — цель проекта — искать детей с музыкальными талантами и способствовать их карьере.
- «Весёлые старты» (груз. მხიარული სტარტები) — спортивные и интеллектуальные соревнования для детей и подростков.
- «Детские новости» (груз. საბავშვო ამბები) — выпуски новостей, практически полностью подготавливаемые юными (от 8 до 13 лет) журналистами и ведущими. Грузинская версия аналогичного американского проекта.
- «Научись рисовать» (груз. ვისწავლოთ ხატვა) — проект известного карикатуриста Залико Сулакаури для детей.

## Акционеры
По данным издания Civil.ge, доли в компании распределяются следующим образом:
| лицо                               | доля |
| ---------------------------------- | ---- |
| «Грузинская индустриальная группа» | 30 % |
| Degson Limited                     | 70 % |

«Грузинская индустриальная группа» (Georgian Industrial Group, GIG) — компания с широким спектром интересов, её основатель — Давид Бежуашвили, брат министра иностранных дел Грузии (2005—2008) Гелы Бежуашвили.
О компании Degson Limited никаких достоверных сведений неизвестно, кроме того, что она зарегистрирована в оффшорной зоне на Британских Виргинских островах, а ее владельцем является бывший президент Грузии Михаил Саакашвили.
Дело о законности передачи собственности на телеканал в 2005-2006 гг., разбиравшееся в судах Грузии в 2015-2017 гг., стало затем и предметом рассмотрения в Европейском суде по правам человека. В 2019 году ЕСПЧ большинством голосов решил, что право на непредвзятое судебное разбирательство не было нарушено.
18 июля 2019 года Европейский суд по правам человека постановил, что «Рустави 2» принадлежит Кибару Халваши,  который ранее утверждал, что ранее он отдал за бесценок свои акции под давлением властей во главе с бывшим президентом Грузии Михаилом Саакашвили.

## Критика
…сразу после «революции роз», «Рустави 2» называли «телевидением победившего народа». Сейчас канал воспринимается не иначе как «брежневское телевидение»… Из эфира давно исчезли политические передачи, место которых заняли безвкусные развлекательные программы. А сюжетам о жизни и деятельности Саакашвили позавидовал бы сам Сталин в разгар «культа личности».
— Александр Иашвили. Главу «Рустави-2» уволили за эротику. И не только. Известия (23 октября 2007). Дата обращения: 7 июля 2009. Архивировано 17 марта 2012 года.

Абсолютно очевидно, что деградация телекомпании «Рустави 2» до уровня телеканала «чего изволите» — «заслуга» властей.
— Гела Васадзе. Опять двойка. Грузия Online (8 ноября 2007). Дата обращения: 6 августа 2009.
- «Рустави 2», помимо прочего, обвиняют в вольном переводе заявлений иностранных деятелей:

Учитывая тот опыт, что обычно «Рустави 2» и общественный канал делают весьма вольный перевод и интерпретацию, думаю, прежде чем делать какие либо резкие заявления, все-таки будет лучше увидеть в оригинале, что сказал этот человек.
— Из интервью бывшего посла Грузии в Австрии, Швейцарии, США и представителя Грузии при Международном Венском центре ООН Левана Микеладзе радиостанции «Палитра»

26 марта информационная служба телекомпании «Рустави 2» распространила информацию о том, что на состоявшемся 22 марта в Берлине совместном заседании комитетов по внешним отношениям Германии и Польши депутаты предупредили грузинскую оппозицию, что её протест должен быть мирным и ни в коем случае не должен развиваться по силовому сценарию… Этот факт не соответствует действительности. В оригинальной версии данного документа депутаты Совета Европы предупреждают правительство (а не оппозицию), что ситуация ни в коем случае не должна выйти на конституционные рамки и что недопустимо применение силы.
— Заявление пресс-секретаря Консервативной партии Грузии Мими Габричидзе